# Lola (película de 1989)
Lola, es una película coproducia por México y España filmada en 1988 y estrenada en 1989, dirigida por María Novaro y protagonizada por Leticia Huijara.

## Argumento
En el México devastado por el terremoto de 1985, Lola (Leticia Huijara), es una joven vendedora callejera de fayuca que mantiene a su pequeña hija de cinco años de nombre Ana, el padre Omar (Mauricio Rivera) es un músico que está constantemente ausente ante las giras que tiene que realizar por ser músico de rock. Cuando Omar no llega para una celebración de Navidad genera la ruptura de la pareja.
Ante la soledad y el conflicto emocional la relación con la hija se debilita, al punto que Lola decide dejar a la niña con Chelo, madre de Lola. Libre de su carga materna, la protagonista emprende un viaje con sus amigos, también vendedores callejeros, el cual transforma su visión de vida que le ayuda a recobrar el amor por su hija.

## Recepción
La película tuvo una gran recepción en México donde fue premiada por cuatro Arieles por Mejor guion cinematográfico, Mejor ópera prima, Mejor coactuación masculina y Mejor actriz de reparto. También se le otorgó un premio Heraldo y una Diosa de Plata. El filme representó a México en el Sundance Film Festival de Los Ángeles en 1991.

## Producción
El guion fue escrito por María Novaro y su hermana Beatriz, con un argumento que pretendía "desmitificar la maternidad" y mostrar una realidad femenina contemporánea "sin glamour". Las escritoras habían trabajado en dos importantes talleres de guionismo: el de la Escuela Internacional de Cine y Televisión de San Antonio de los Baños, Cuba, entonces dirigida por Gabriel García Márquez; y en el Sundance Institute de Estados Unidos, encabezado por Robert Redford, quien incluso atribuyó la gestación intelectual de esta película a su instituto.